# 大統領専用車 (アメリカ合衆国)

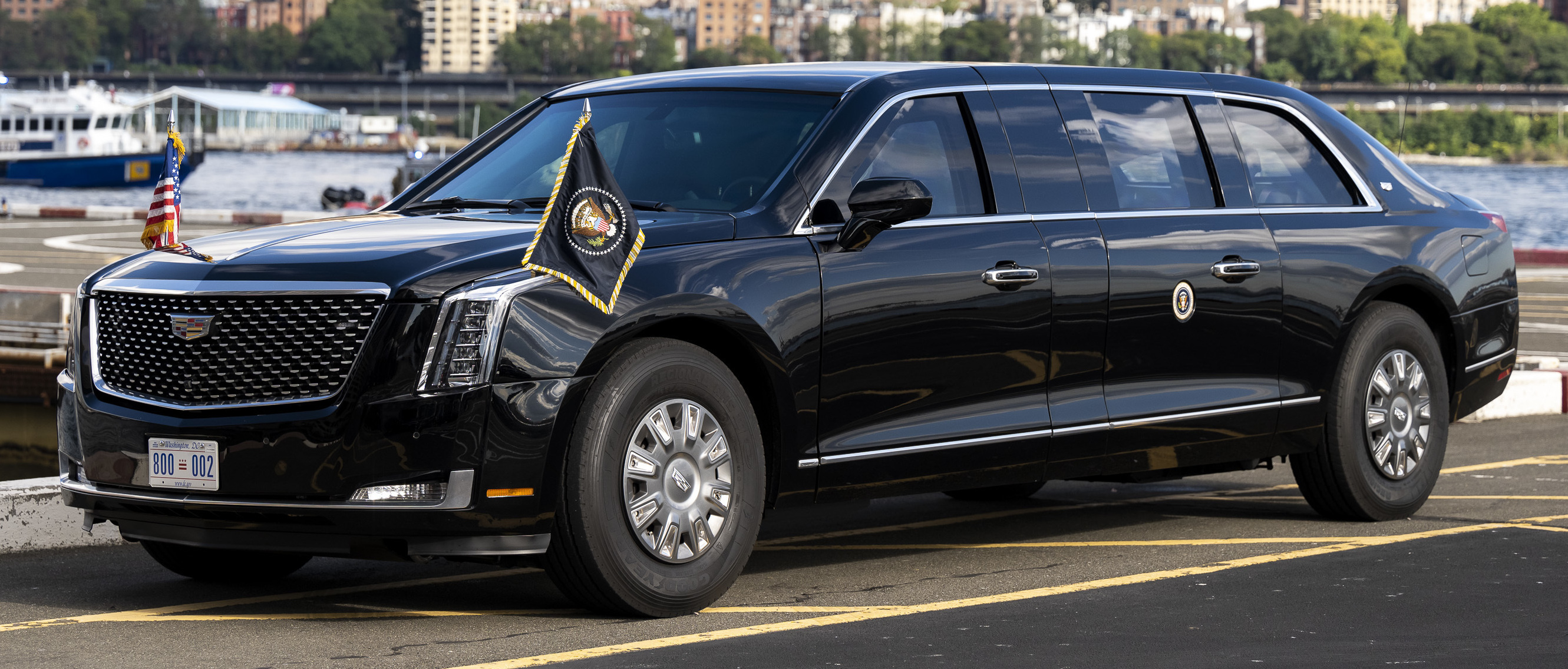
現行の大統領専用車（2018年 - ）

大統領専用車（だいとうりょうせんようしゃ、Presidential State Car）とは、アメリカ合衆国の大統領の使用する公式行事用の自動車（official state car）。
当該車のメーカーであるゼネラルモーターズの高級車ブランド「キャデラック」と、エアフォースワンなど、大統領乗務時のコールサイン「ワン」を組み合わせて「キャデラック・ワン」（Cadillac One）や、非常に高い防弾性能故の重装備が由来の「ビースト（野獣）」（The Beast）が主な愛称である。

## 概要
アメリカ合衆国連邦政府は、1930年代末期から先進通信機器などの便利な装備や、装甲板や防弾ガラスなどの防御装備を備えた車を大統領専用車として特別に発注・使用するようになっている。これ以前、1910年代頃から連邦政府は大統領の移動にしばしば政府所有の自動車を使用しており、歴史を通じて様々な車が公式・非公式の大統領専用車として知られている。この役目には伝統的に自国製の車が採用され、2021年現在は、GMC・トップキックのシャーシにキャデラックのボディを乗せたリムジンである。
ナンバーはワシントンDCで「USA 1」だったこともあるが、現行は「46」。

## 近年のモデル

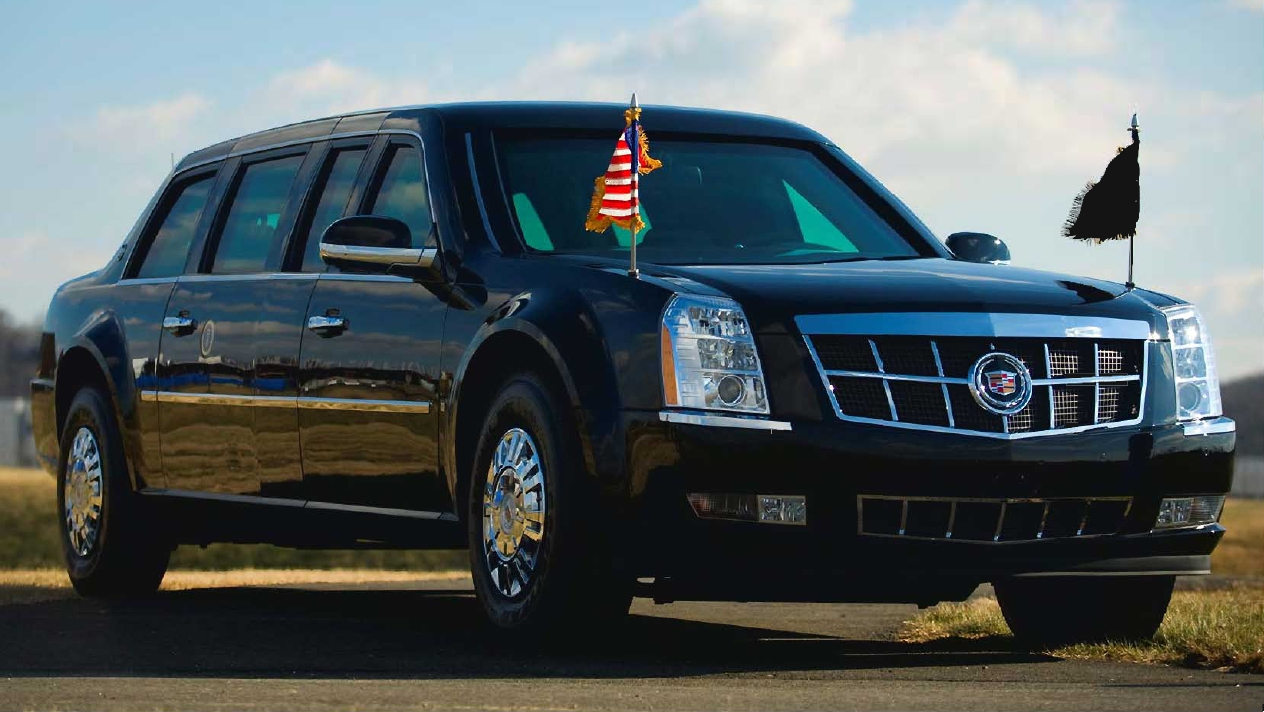
プレジデンシャル・リムジン（2009年 - 2018年）

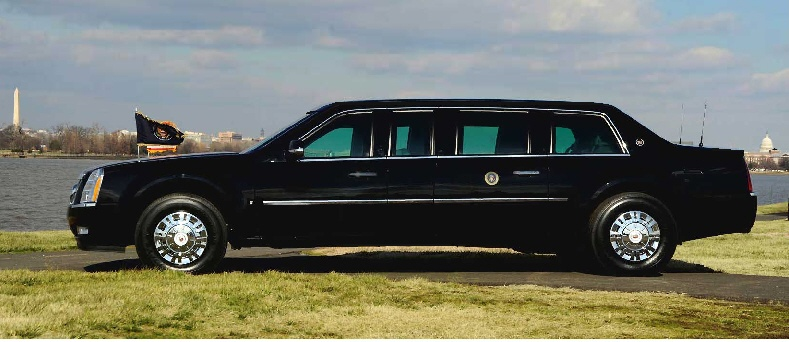
プレジデンシャル・リムジンの側面

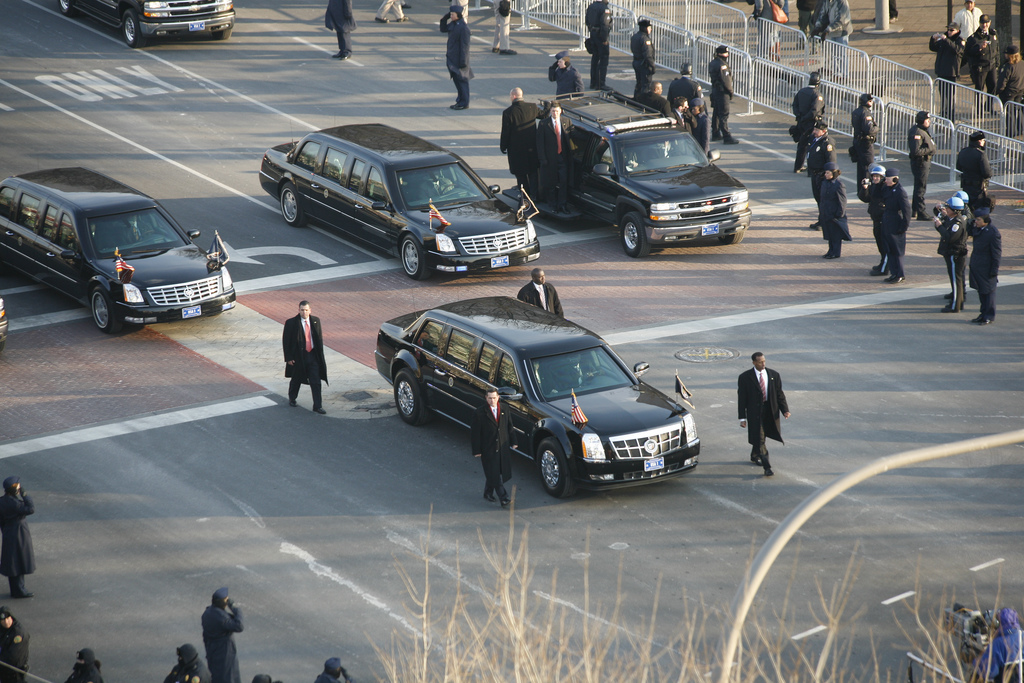
2009年大統領就任式で最初に供用されたプレジデンシャル・リムジン。シークレット・サービスに警護されて登場し、ジョージ・W・ブッシュ大統領が使用した2台のDTSリムジンが後方に予備として控えている。
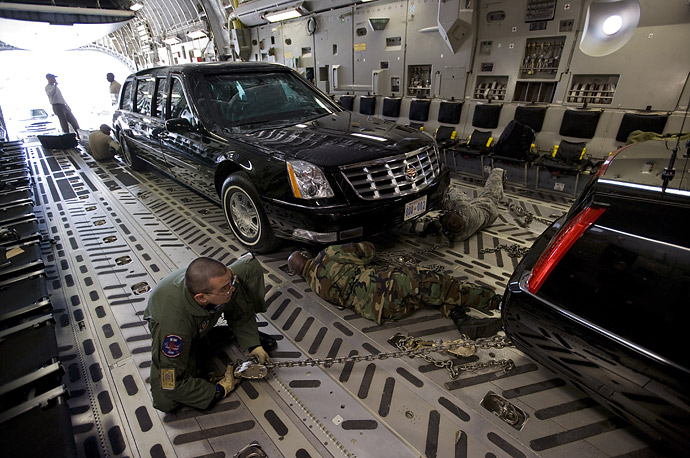
国内及び国外の移動で輸送されるC-17 グローブマスターIII内のDTSリムジンとプレジデンシャル・リムジンのリア

先代の大統領専用車は2009年1月20日に就役した。製造者のゼネラルモーターズ（GM）社によると「2009年モデル キャデラック・プレジデンシャル リムジン」は、特定の車種から名称を踏襲しない初めての車である。外観はキャデラック・DTS リムジンを拡大したように見えるが、シャーシと駆動系はGMC・トップキックからの流用と推測され、エクステリアもヘッドライトはエスカレードの部品であるなど、様々なGM車を基にしている。価格は公表されていないが、ロンドンを拠点とした「ガーディアン」紙によると米国政府が負担する1台分のコストは30万U.S.ドルである。
本来であれば大統領の移動は統一されるところであるが、第44代大統領のバラク・オバマは大統領在任中に各地を訪問する際、国内や国外でも比較的安全な同盟国での移動にはジョージ・W・ブッシュ第43代大統領が使用していたDTSリムジンを引き続き使用していた（治安に懸念がある場合は現行モデルを使用することが多い）。

### 仕様の概要
現在の大統領専用車は、2018年秋に登場したもので、全長・全高は機密事項とされている。重量は約20,000ポンド（約9トン）。
この車は少なくとも厚さ5インチの軍用レベルの装甲板に完全に覆われており、特殊鉄鋼やチタン、セラミックなどを素材に使用した複合装甲（Composite armour）といわれる。その強度は前モデルの2倍にも達し、近くで爆弾が爆発しようがロケット弾で撃たれようが壊れないとのことである。また、ドアは厚さ20センチ以上、防弾ガラスは厚さ12センチ以上とかなりの強度が確保されており、そのあまりの厚さゆえに窓から十分な自然光が取り入れられないため、天井の内張り内に照明装置を備えている。タイヤについてはグッドイヤー社製のランフラットタイヤを履いており、銃弾を受けてパンクした場合でも走行できるようになっている。また、化学兵器による攻撃を想定して、内装なども完全密閉式になっているといわれている。エンジンは重い車体を動かすパワーと安全性を考慮しディーゼルエンジンが採用されており、爆発を防ぐ特殊な発泡体に包まれた燃料タンク付近には自動消火装置も備える。そして暗視カメラ、酸素ボンベ、輸血用血液製剤を備えている。ほか、過去の大統領専用車と同様に万が一周囲の護衛を突破された場合の装備として、催涙弾やショットガンなどの銃火器も前席に完備されている。これらの装備による重量増加により、公表されている最高速度は時速100キロ前後（燃費はリッター2.8キロ程度、15秒で最高速度に達する）とされている。
この車は、大統領を含め7人乗りであり、コンソールに搭載された通信装置が配される前席に2名が乗車する。前席と後席はガラス付きの隔壁で仕切られ、前席背後に位置するクッション付きの3人掛けの対面座席は折り畳んで隔壁に収納することができる。大統領と賓客用の2人掛けの後部座席は、個別に背もたれを倒すことができる。左右の後部座席の間には折り畳み式の机、内装に設えられた収納部には通信機器が備えられている。国内移動の場合ビーストは、屋根に装着した指向性投光ライトに照らされたアメリカ国旗と大統領旗（Flag of the President of the United States ）を掲げる。大統領が国外を公式訪問する場合は、大統領旗が訪問国の国旗に置き変えられる。この大統領専用車が空輸される場合は、主にアメリカ空軍の大型長距離輸送機・C-17 グローブマスターIIIが使用される（“エアフォース・ワン”VC-25には積み込む場所がない）またナンバープレートは基本的に米国外でもそのまま使用されるが、日本など、外国のナンバープレートをそのまま使用する事が法律によって規制されている国の場合は、現地の外交官ナンバーに付け替える。特に日本の場合、道路運送車両法がそれらに関わる根拠法であり、外務省の方針により任意保険に加入した上で日本の外交官ナンバーを取得する。
アメリカ政府は、外国の元首や政府首脳、その他の賓客が訪問した際に使用するために、ビーストと似たような設計のリムジンを数台保有している。

## 大統領の車列
2001年来、郊外へ出かける場合の大統領一行の車列は約45台の車両で構成されている。大統領専用車自体はシークレット・サービスが管理しているが、警護車などの支援車両はホワイトハウス軍事局（White House Military Office）が管理する。また、大統領が大統領専用のサバーバンで移動する際は、2台のうちの1台のサバーバンが大統領標識を側面に付けることになっている。車列には常に数十の伴走車、地元警察のパトカーや白バイ（日本外遊時は都道府県に関わらず警視庁が警護を担当）、医療車両が付随し、200人以上の保安担当者、多数の政治的側近、医者、シェフその他が同行する。

## 以前の大統領専用車

### 初期の車（1910年代 - 1950年）

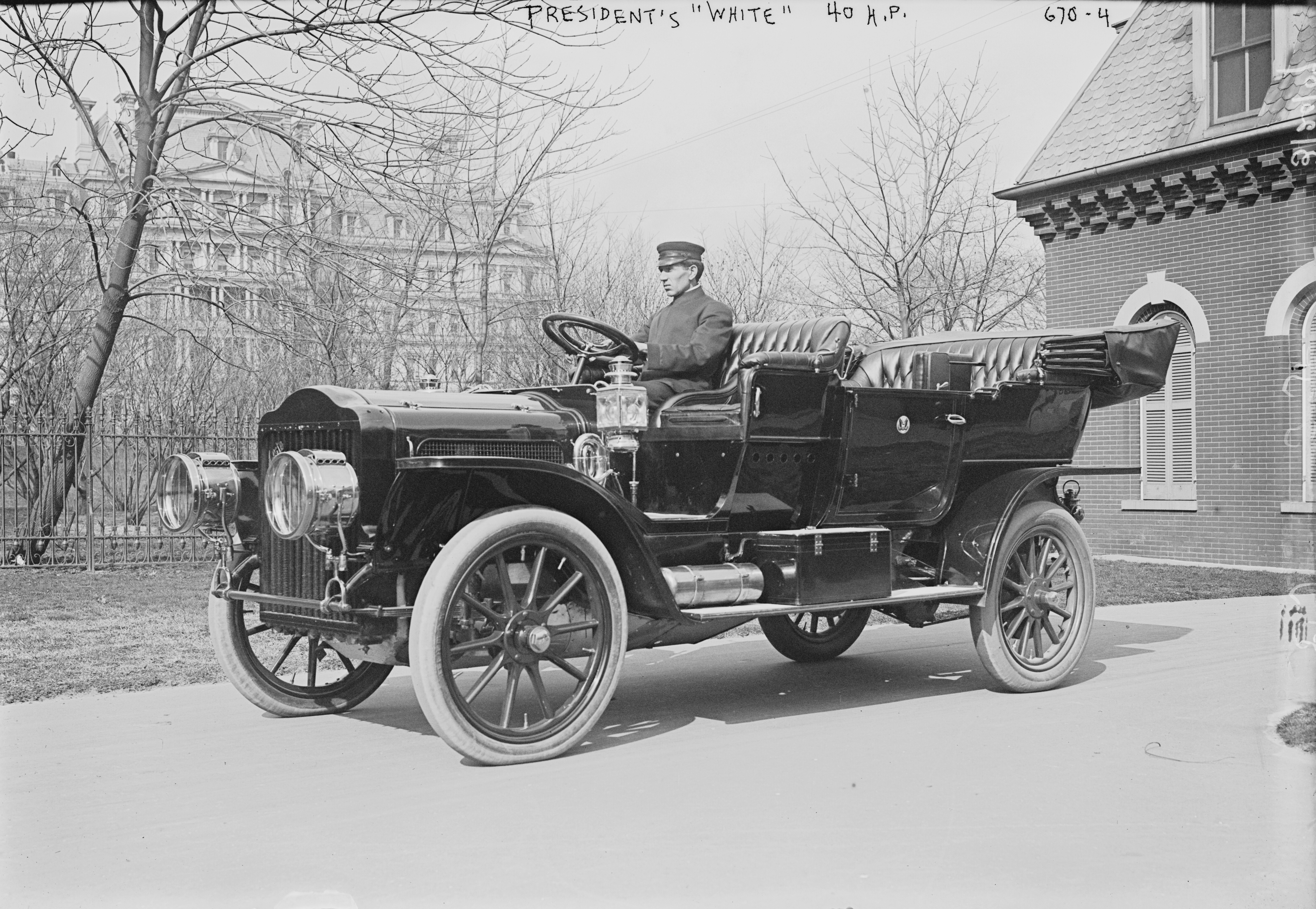
タフト大統領のホワイト社製モデルM(1909年)
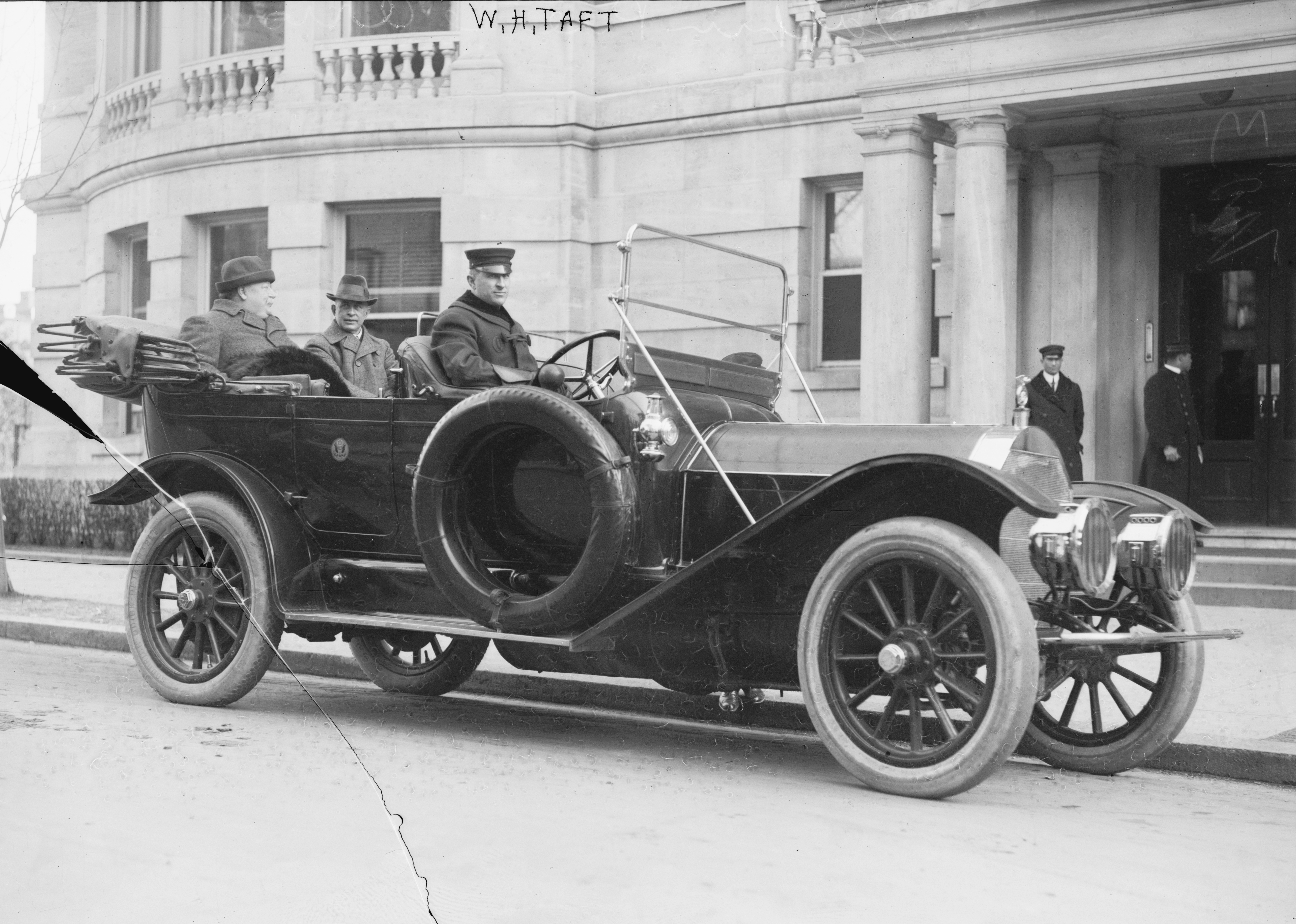
1909年のピアース＝アローに乗るタフト大統領
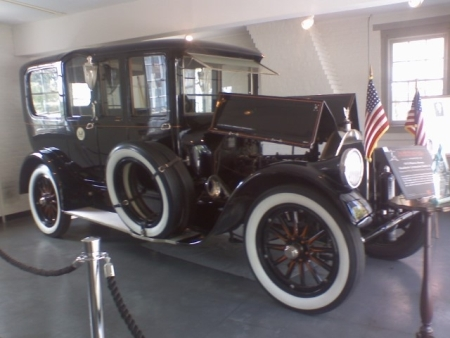
ウィルソン大統領のピアース＝アロー車
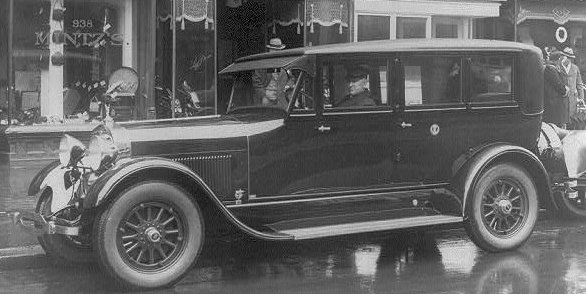
クーリッジ大統領のリンカーン・リムジン

アメリカ合衆国大統領の中で初めて自動車に乗ったのはウィリアム・マッキンリー第25代大統領であるが、大統領が政府所有の自動車に乗車するようになったのは、その後任のセオドア・ルーズベルト大統領の時代になってからである。この時は、政府所有の白いスタンレー・スチーマー車が使用された。さらにルーズベルトの後任であるウィリアム・タフト大統領は、公式車としてホワイト社（White Motor Company）のモデルMスチーマーを購入・使用すると共に、これに合わせてホワイトハウスの馬小屋を自動車用ガレージに改装した。またタフトは、これとは別に公式行事用に使用するために2台のピアース＝アロー（Pierce-Arrow）も発注している。
マッキンリーからタフトまで3代に渡って続いた共和党政権が終わり、次に就任したのは民主党のウッドロウ・ウィルソン大統領であったが、ウィルソン大統領以降も大統領が自動車を使用する機会は増加していった。ウィルソン大統領は馬車（horse-drawn carriages）よりも自動車を好み、ボストンの街で行われた第一次世界大戦戦勝記念パレードではキャデラックに乗車、キャデラックに乗った最初の大統領となった。さらに、ウィルソンの後任として1921年に就任したウォレン・ハーディング第29代大統領は、大統領就任式に自動車（パッカード・ツインシックス）で向かったことから、自動車で大統領就任式に向かった最初の大統領となった。
1923年に就任したカルビン・クーリッジ大統領の時代には、初めてリンカーン車が大統領専用車として納入された。この車はクーリッジ、ハーバート・フーヴァーの二代の大統領に仕えている。
クーリッジはほかにも、豪華な1928年製キャデラック・タウンカーを使用した。
2011年現在のような各種の特殊装備を備えた大統領専用車が登場したのは、1938年のことである。1938年に「クイーン・メリー」と「クイーン・エリザベス」と名付けられた2台のキャデラックのコンバーチブルがアメリカ政府に納入された。当時の大型客船に因んで名付けられた全長6.55 m、重量3,470 kgのこの車は、武器収納庫、送受信兼用無線機、ヘビーデューティー仕様の発電機を備えていた。頑丈で信頼性の高いこの2台の「クイーン」は、フランクリン・ルーズベルト、ハリー・S・トルーマン、ドワイト・D・アイゼンハワーと3代の大統領に使用された。
大統領専用車として特別に製作された最初の車は、フランクリン・ルーズベルト大統領に使用された「サンシャイン・スペシャル」（“Sunshine Special”）と呼ばれる1939年製リンカーン V12 コンバーチブルであった。この大統領専用車は、サイレン、走行灯、送受信兼用無線機のほかに、シークレット・サービス要員が立ち乗りできるように特別に幅広いランニングボード（前後のフェンダーを繋ぐドア下にある床板）と取っ手を備えていた。しかし、1941年12月7日（現地時間，日本時間では12月8日）の真珠湾攻撃を受けて、シークレット・サービスはルーズベルト大統領の暗殺に対する懸念を強め、さらなる大統領専用車の防御装備の強化が必要と考えた。このため、翌日に開かれた上下両院合同本会議にルーズベルトが向かう際には、「サンシャイン・スペシャル」号の代役という形で、重装甲が施された1928年製キャデラック・341A タウンセダンが徴発・使用された。この徴発されたキャデラックは、「シカゴ・ギャングのボス」として知られたアル・カポネが所有していた物であり、カポネの逮捕後は財務省に没収され、「大統領の輸送」という皮肉な最後のお勤めまでは押収物保管所にしまい込まれていた物である。この車は結局、「サンシャイン・スペシャル」号が装甲板入りのドア、耐弾タイヤ、分厚い防弾ガラス、短機関銃が収納された武器庫を備える防弾・防御仕様に改造されるまで使用された。ちなみにフォード・モーター社は、この「サンシャイン・スペシャル」号を大統領府へ年間500 U.S.ドルで貸し出していた。この車は1948年まで使用され続け、2010年現在はミシガン州、ディアボーンのヘンリー・フォード博物館で常設展示されている。
また、これらの車両とは別にシークレット・サービスは、後に特製ボディの1956年、1976年、1983年製キャデラック・シリーズ75 コンバーチブルを導入し、随伴車として1990年代まで使用した。

### 自動車全盛時代（1950年 - 1969年）

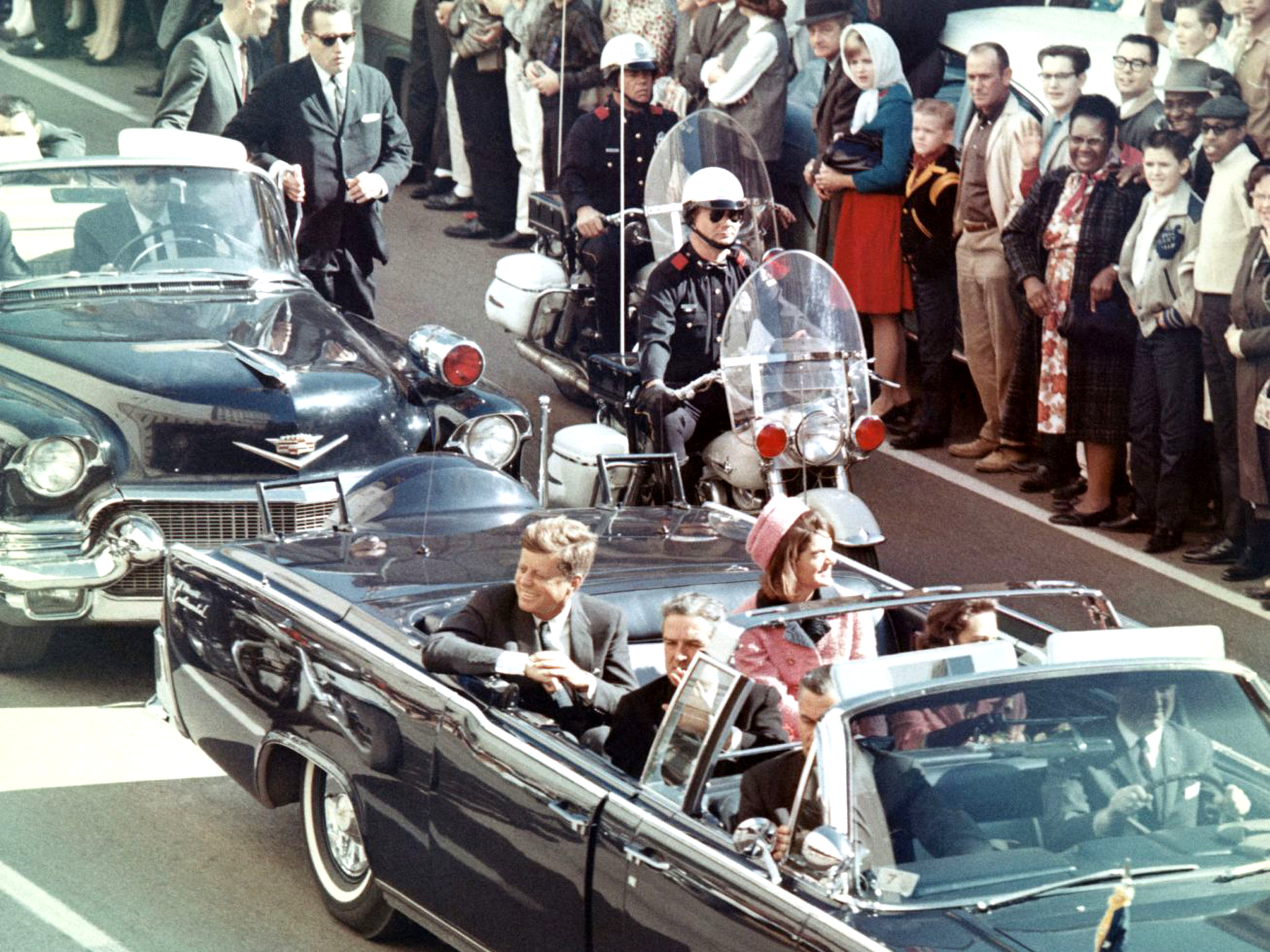
ケネディ大統領暗殺事件時に使用された1961年製の大統領専用車リンカーン・コンチネンタル コンバーチブル。ここでは「バブル・トップ」が外されている。1963年11月22日 テキサス州、ダラスにて
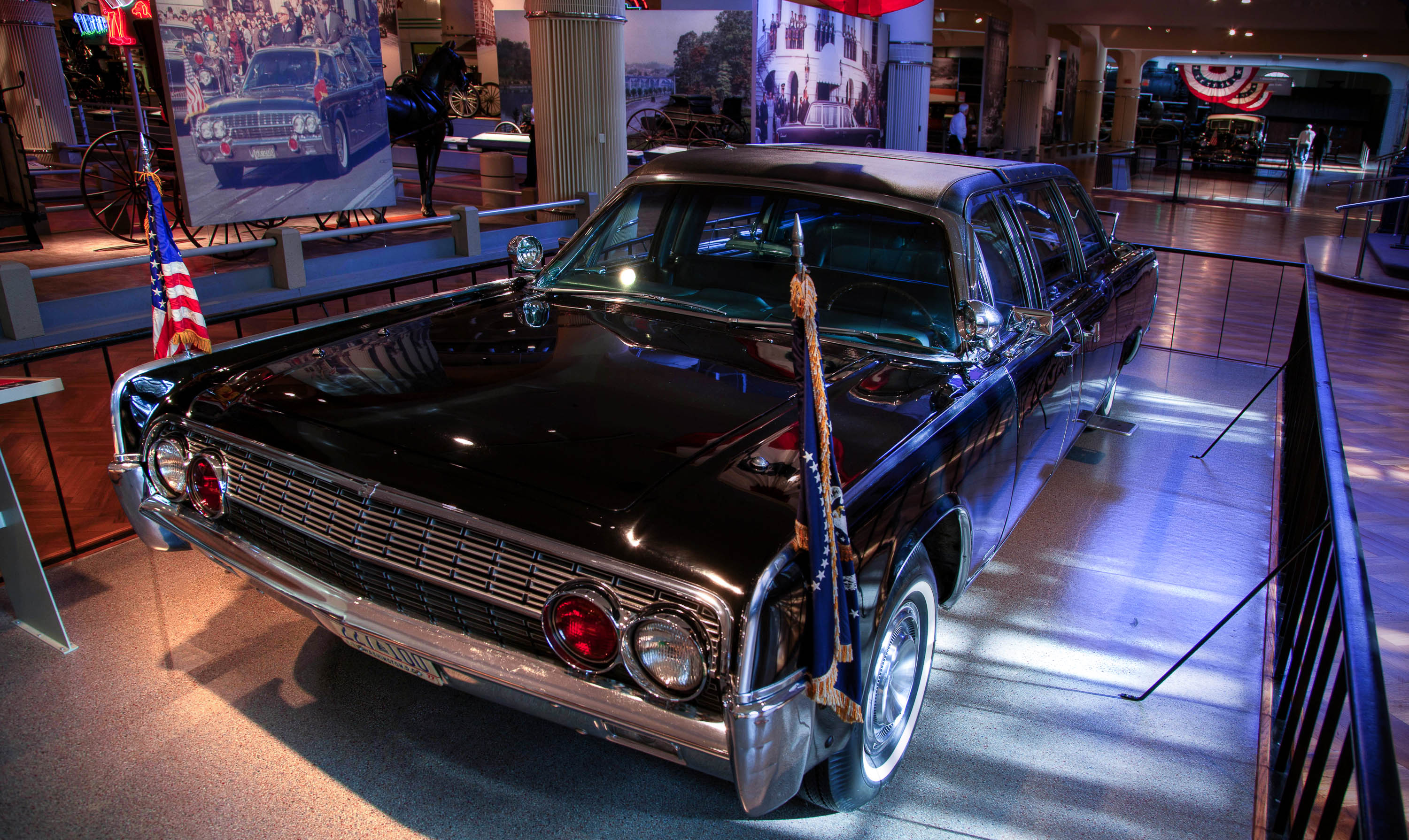
ヘンリー・フォード博物館に展示されているリンカーン・コンチネンタル・SS-100-X

1950年にトルーマン大統領が使用するために特製の1950年製リンカーン・コスモポリタン（Lincoln Cosmopolitan） リムジンが2台ホワイトハウスに納入された。アイゼンハワー大統領の提言により1台には「バブル・トップ」（"Bubble Top"）と名付けられたガラス製の屋根が取り付けられた。この車は後にジョン・F・ケネディと更にリンドン・ジョンソンにより使用されたが、1965年に退役し2010年現在はヘンリー・フォード博物館で常設展示されている。車好きとして知られたアイゼンハワー大統領は、1953年の大統領就任式パレードで初めてキャデラック・エルドラド（Cadillac Eldorado）を使用した。
暗殺されたときにジョン・F・ケネディ大統領が乗っていたのは、荒天時用のプレキシグラス製バブルトップも装着できる1961年製リンカーン・コンチネンタル（Lincoln Continental） コンバーチブルであった。SS-100-Xという名称で知られるこの車は、シンシナティのヘス・アンド・アイゼンハート（Hess and Eisenhart）社で特別に製作されたもので、暗殺事件後には事件で受けた損傷を修復するのに伴って、装甲板、固定式の屋根、新しい内装、改良型のエアコン、電気通信装置、防弾ガラス、新しい塗装と化粧直しやその他の手直しが施された。この車はヘンリー・フォード博物館に展示されている。
ジョンソン政権では、2台を大統領用、1台をロバート・マクナマラ国防長官用にと3台の1965年製リンカーン・コンチネンタル エクゼクティヴ・リムジンが使用された。1968年製のリンカーンのストレッチ型がワシントンD.C.とジョンソンの故郷であるテキサス州オースティンで使用され、この車は2010年現在リンドン・ジョンソン大統領図書館・博物館（Lyndon Baines Johnson Library and Museum）に展示されている。一方でケネディ大統領時代から使用されていたX-100は、1967年に再度改装され、さらにリチャード・ニクソン大統領時代に大型の一体型ガラス製の屋根が小型の窓と開閉式パネル付きの屋根に交換された。このX-100は1977年まで現役を勤め、最終的にヘンリー・フォード博物館に保管された。

### 大統領の象徴（1969年 - 現在）
ニクソン大統領は、シカゴのリーマン＝ピーターソン（Lehman-Peterson）社を通じて1969年モデルのリムジンを発注した。この車には沿道の群集に応えたい場合にニクソンが上体を車外へ出せるようにサンルーフが追加され、引き込み式の取っ手やランニングボードといった装備品を備えており、これらの装備は後にヘス・アンド・アイゼンハート社製のモデルにも取り入れられた。この車は2010年現在、カリフォルニア州、ヨーバリンダのリチャード・ニクソン大統領図書館・博物館（Richard Nixon Presidential Library and Museum）に展示されている。またニクソンは、全長を7 mストレッチ、装甲板、防弾ガラスを装備し460 cubic inch（7.5 L）のV8エンジンとC-6型3速ATを搭載した1972年モデルのコンチネンタルも発注した。このモデルは、就役期間中に車体前面の部品を1978年モデルの物にまで交換されるなど幾度も改装が図られ、ジェラルド・R・フォード、ジミー・カーター、ロナルド・レーガンと3代の大統領に使用された。ちなみに、1981年の暗殺未遂事件発生の時にレーガン大統領が乗り込もうとしていたのはこの車である。この車は現在、ヘンリー・フォード博物館に展示されている。
1983年にレーガン政権は、キャデラック・フリートウッド リムジンを受領した。この大統領専用車は1983年2月にイリノイ州、ディクソンで催されたロナルド・レーガン大統領の誕生日記念パレードで初めて使用された。この車は、ターボ＝ハイドラマティック（Turbo Hydra-matic）400 3速ATを備えた最後のGM社製の車であった。2010年現在、この車はカリフォルニア州、シミバレーにあるロナルド・レーガン大統領図書館・博物館（Ronald Reagan Presidential Library and Museum）に展示されている。また次のジョージ・H・W・ブッシュ大統領は、フォード・F250 ピックアップトラックから流用した460 Cu. in.、電子燃料噴射、V8エンジンとE4OD型4速ATを装備した1989年モデルのリンカーン・タウンカーの改造型を使用していた。ちなみに、このジョージ・H・W・ブッシュ政権下で納入された車両が、現在までのところリンカーンブランドが最後に納入した大統領専用車となっており、それ以後はクリントン政権、第1次ブッシュ政権、第2次ブッシュ政権、オバマ政権と4度にわたって大統領専用車が更新されているが、いずれも採用されたのはキャデラックブランドの車両である。なお、このリンカーンのうちの1台は、現在テキサス州カレッジステーションにあるジョージ・ブッシュ大統領図書館（George Bush Presidential Library）に展示されている。
1993年からスタートしたクリントン政権下では、キャデラック・フリートウッド ブロアムのプレジデンシャル・シリーズが1993年に納入された。外的脅威を最小限にするためサンルーフやランニングボードは装備されず、1993年モデルのシボレー・C2500 ピックアップトラックが使用している物と同じ454 Cu. in.（7.4 L）のシボレーV8エンジンと4L80E型4速ATを装備していた。この車は現在、アーカンソー州、リトルロックにあるクリントン大統領センター（Clinton Presidential Center）に保管されている。なお2011年現在、このクリントン大統領センターで展示されている1993年モデルのキャデラック・フリートウッドが、公開展示される最後の大統領専用車である。以降の車は、シークレット・サービスの求めに応じて安全テストに掛けられる計画になっており、最終的には破壊される予定である。
次のジョージ・W・ブッシュ政権においては、まず2001年モデルのキャデラック・ドゥビル リムジンが政権に納入され、2005年にキャデラック・キャデラック・DTSをベースにしたキャデラック・DTS リムジン（2005 Cadillac DTS limousine）に代替された。この2005年モデルは、GM製フルサイズSUV（シボレー・サバーバン、GMC・ユーコン、キャデラック・エスカレード）のプラットフォーム上に特製の装甲を施しストレッチしたDTSのボディを架装したもので、センティゴン（Centigon）社（以前のオガラ・ヘス・アンド・アイゼンハート社）により特別に製作されたモデルである。この車は2005年1月20日のジョージ・W・ブッシュの2度目の大統領就任式で初めて使用され、2009年にキャデラック・プレジデンシャル リムジンが就役した後も大統領専用車として頻繁に使用されている（プレジデンシャル リムジンが使用される際は予備として随伴する）。プレジデンシャル リムジンほどではないが重量は重く、リムジンという前後に長い車体もあって、オバマ大統領がアイルランドの米国大使館を訪れた際に車体の底が出入り口の傾斜部分に引っかかって立ち往生したことがある（特殊な車なので考慮はしていたものの僅かな計算ミスがあった模様）。

## その他

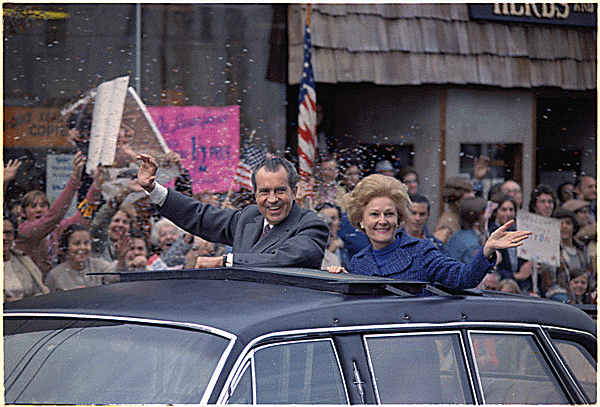
2020年、ドナルド・トランプ大統領は、グッドイヤー社の作業服をめぐり、民主党寄りであるとして批判。支持者に対して不買運動を呼び掛けた。記者から大統領専用車の特殊タイヤ（前述）がグッドイヤー製であることを指摘されると代替品があれば別のものにしたいとする考えを明らかにした[21]。
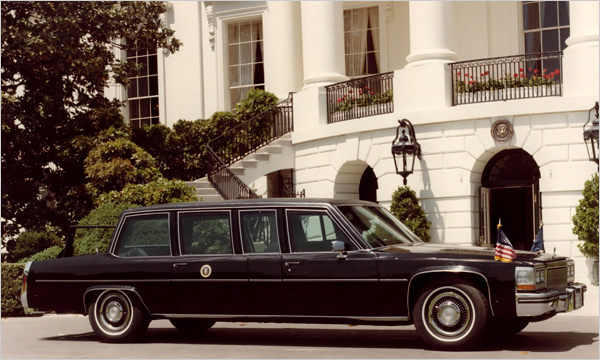
レーガン大統領が使用した1983年モデルのキャデラック・フリートウッド
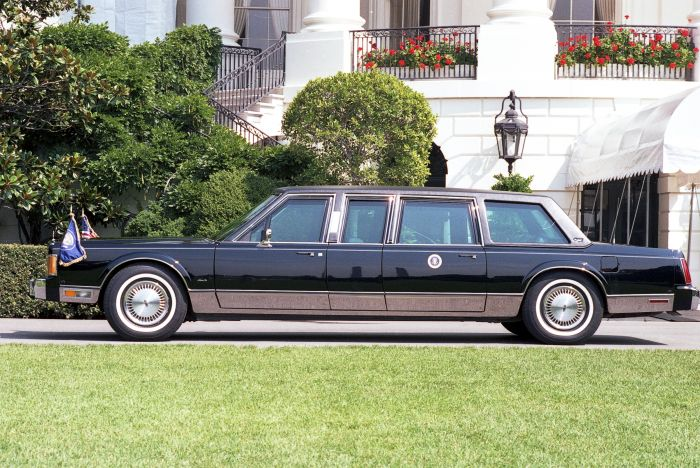
ジョージ・H・W・ブッシュ大統領が使用した1989年モデルのリンカーン リムジン
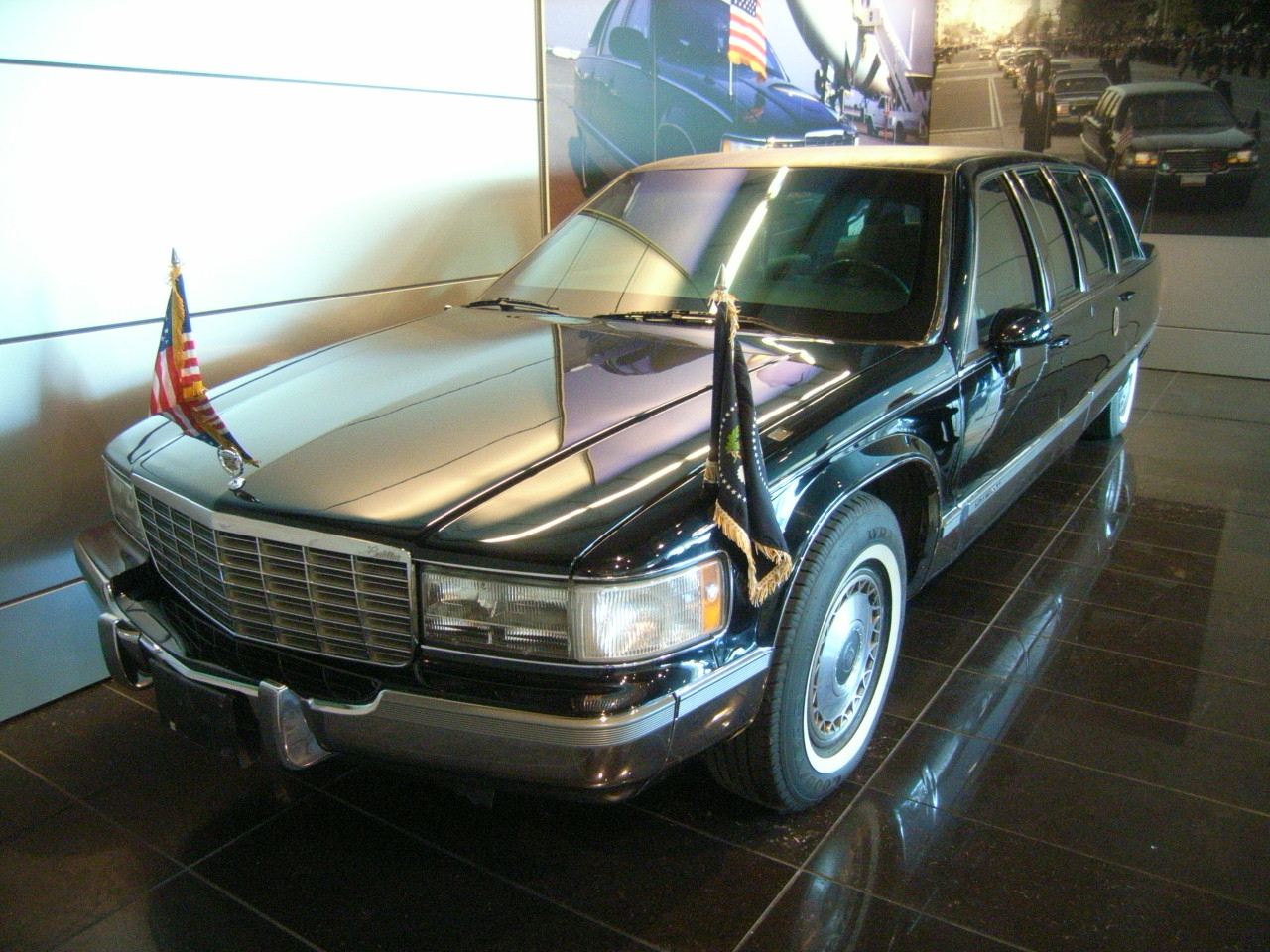
クリントン博物館に展示されているクリントン大統領が使用した1993年モデルのキャデラック・フリートウッド ブロアム リムジン
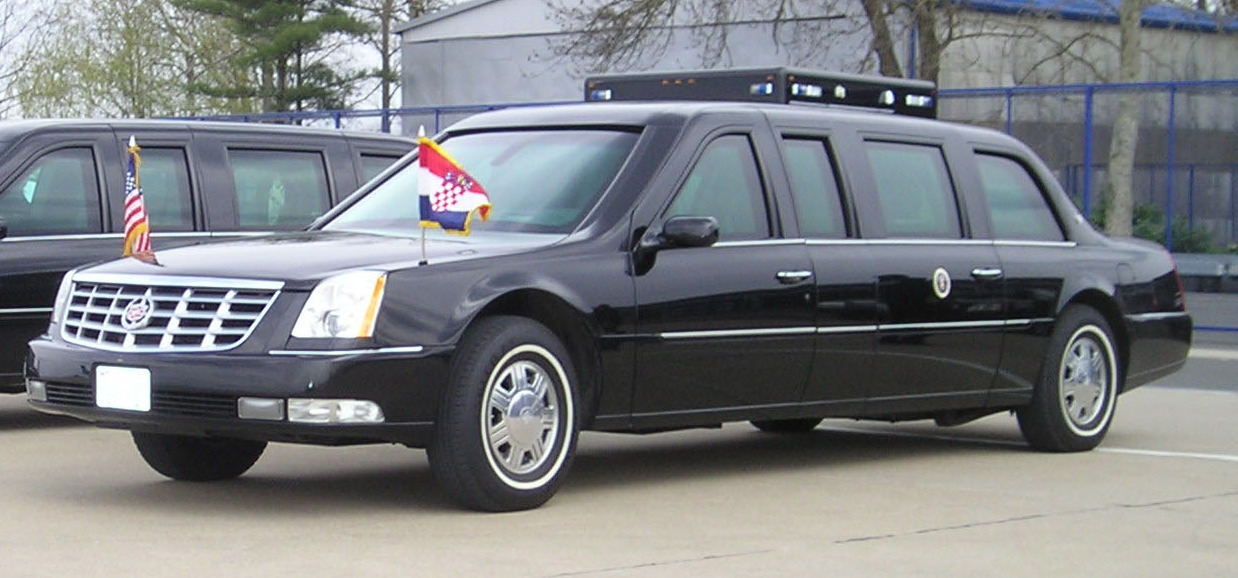
ジョージ・W・ブッシュ大統領が使用した2005年モデルのキャデラック・DTS リムジン
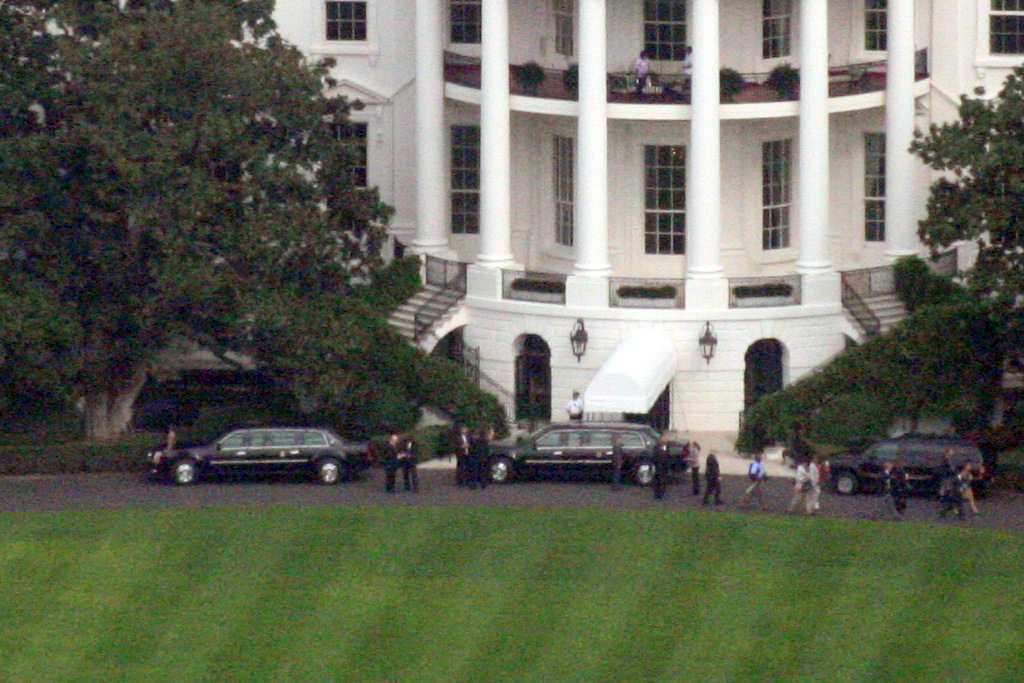
2009年、ホワイトハウスでの大統領専用車
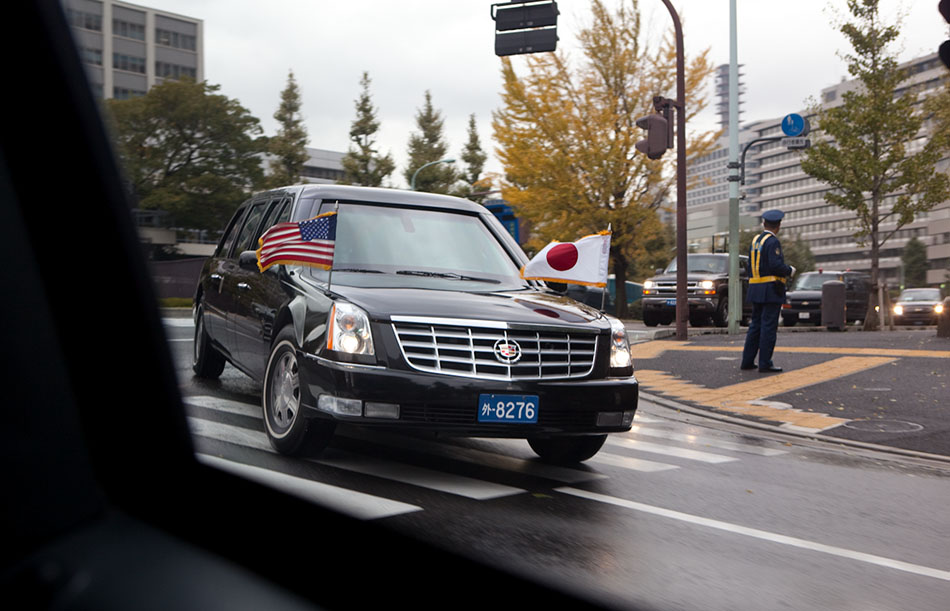
日本外遊中に都内を走行中のキャデラック・DTS リムジン 日本国内走行時のため日本の外交官ナンバーを装備。但し大使公用車ではないので「マル外」ではなく参事官・書記官車両扱い。